# Hapei (cràter)
Hapei és un cràter d'impacte al planeta Venus de 4,2 km de diàmetre. Porta el nom d'un antropònim xeiene (Oklahoma), i el nom va ser aprovat per la Unió Astronòmica Internacional el 1997.